# Ernestine Losting
Ernestine Losting (Bergen, 23 februari 1856 – aldaar, 1 maart 1915) was een Noors pianiste.
Christiane Ernestine Rabe werd geboren binnen het gezin van de Duitse muzikant Carl Herman Rabe (geboren 1828) en de uit Bergen afkomstige Franzisca Catharina Schart (1835-1878). Ze huwde op 18 november 1875 arts Max Johan Losting (1841-1911), zoon van kunstschilder Johan Ludwig Losting (1810-1876), en kreeg minstens drie kinderen.
Ze kreeg haar muzikale opleiding aan het Conservatorium van Leipzig. Ze trad een aantal malen op gedurende de late jaren van de jaren tachtig en negentig van de 19e eeuw, vooral als begeleidster. Daarna besteedde ze haar tijd aan haar kinderen en aan het lesgeven. Ze overleed op 59-jarige leeftijd na drie jaar ziektebed.  
Enkele concerten:
- 26 januari 1875: waarschijnlijk debuut in een vakbondslokaal in Bergen
- 8 november 1887: ze begeleidde zangeres Amalie Gmür-Harloff en John Grieg in de Logens Festsal in Bergen
- 9 september 1888: ze begeleidde opnieuw Amalie Gmür-Harloff in de Logens Festsal in Bergen
- 23 november 1895: In de Harmonien begeleidde ze zangeres Petra Meyer in liederen
- 14 september 1899: samenspel met Agathe Backer-Grøndahl en begeleiding van Olivia Dahl in Bergen